# El Tlacuache, Miahuatlán de Porfirio Díaz
El Tlacuache är en ort i Mexiko.   Den ligger i kommunen Miahuatlán de Porfirio Díaz och delstaten Oaxaca, i den sydöstra delen av landet, 400 km sydost om huvudstaden Mexico City. El Tlacuache ligger 1 724 meter över havet och antalet invånare är 212.
Terrängen runt El Tlacuache är kuperad åt nordväst, men åt sydost är den platt. El Tlacuache ligger uppe på en höjd. Runt El Tlacuache är det ganska tätbefolkat, med 70 invånare per kvadratkilometer. Närmaste större samhälle är Miahuatlán de Porfirio Díaz, 11,7 km söder om El Tlacuache. Omgivningarna runt El Tlacuache är en mosaik av jordbruksmark och naturlig växtlighet.